# Interieur met vrouw achter de piano
Interieur met vrouw achter de piano (Deens: Interiør med kvinde ved klaveret) is een schilderij van de Deense kunstschilder Vilhelm Hammershøi, geschilderd in 1901, olieverf op doek, 56 x 44 centimeter. Het schilderij bevindt zich in privébezit.

## Context
Hammershøi had een gesloten, volgens sommigen enigszins neurasthenische persoonlijkheid, en dat weerspiegelt zich in zijn werk. Er is altijd sprake van een zekere artistieke distantie: de emotie gebonden in een strenge vorm. Zelden ook beeldde hij meer dan één figuur tegelijk af in een schilderij. De personages die hij weergeeft zijn gesloten en lijken zich niet bewust te zijn van hun eigen aanwezigheid en de ruimte om hen heen.
De figuren in Hammershøis werk zijn meestal vrouwen, vaak uit zijn directe omgeving, altijd donker gekleed. Veelal toont hij hen bezien van achteren: een pose die aan de afgebeelde personen een mysterieus effect verleend. Het gelaat, dat vaak als sleutel tot de persoonlijkheid wordt gezien, blijft verborgen, terwijl daarentegen de anonimiteit van de rug een zekere afstand schept. De voorstelling onttrekt zich zo aan identificatie en het directe contact met de kijker. De kijker en de figuren op het doek nemen een identieke houding aan, beiden zien dezelfde kant op, maar zijn ondanks dat zij ook beiden deel uitmaken van dezelfde ruimte, van elkaar geïsoleerd.

## Afbeelding
Interieur met vrouw achter de piano toont een vredig tafereel van een meisje aan een klavier, geschilderd in koele, delicate, sterk gedempte pasteltinten, in een dunne verflaag. Het Hollands aandoende interieur is kaal en leeg. Een wit tafelkleed met vouwen trekt de blik in de geringe diepte van de kamer, die wordt omsloten door een fletse muur. Typerend voor Hammershøi is het volledig ontbreken van een verhalend element of boodschap. Het schilderij is zo 'ingericht' dat alle aandacht gaat naar de zeer geconstrueerde compositie. De vormelementen en de plaatsing van de vrouwfiguur zijn echter niet helemaal symmetrisch georganiseerd en maken de indruk nèt niet in balans te zijn. Doordat het beeld vaak nèt even anders gestructureerd is dan men zou verwachten, ontstaat er een latente spanning en dynamiek.
De overzichtelijke compositie van Interieur met vrouw achter de piano roept een verstilde, serene, maar tegelijkertijd sobere, strenge atmosfeer op. Toch is het schilderij fris en levendig en wordt het overspoeld door helder, scherp Scandinavisch licht. Daarbij heeft Hammershøis stijl ook iets geheimzinnigs. Dat mysterieuze aspect vindt zijn oorsprong in de op de rug weergegeven donker geklede vrouwfiguur en de suggestie dat zich mogelijk nog iets of iemand buiten het beeldvlak bevindt waarop de kijker geen zicht heeft. Het roept een sfeer van 'vreemdheid' op die het schilderij doorheen de klassieke uitstraling ook nadrukkelijk iets moderns geeft.
Interieur met vrouw achter de piano is uiteindelijk een compromisloos melancholisch werk, met een nostalgische hang naar een voorbij verleden en een intrigerende tijdloosheid tegelijkertijd. Het toont zowel de invloed van de door Hammershøi zeer bewonderde 'gouden-eeuwer' Johannes Vermeer, de verwantschap met zijn tijdgenoot James McNeill Whistler en het preludeert op de leegte in het werk van Edward Hopper tientallen jaren later. Het werk maakt op een bepaalde manier een archaïsche indruk. Hij ontdoet de omgeving van elke symbolische bijbetekenis en richt zich puur op de oplossing van de ruimte als zuiver picturaal probleem.

## Vrouwen op de rug bezien

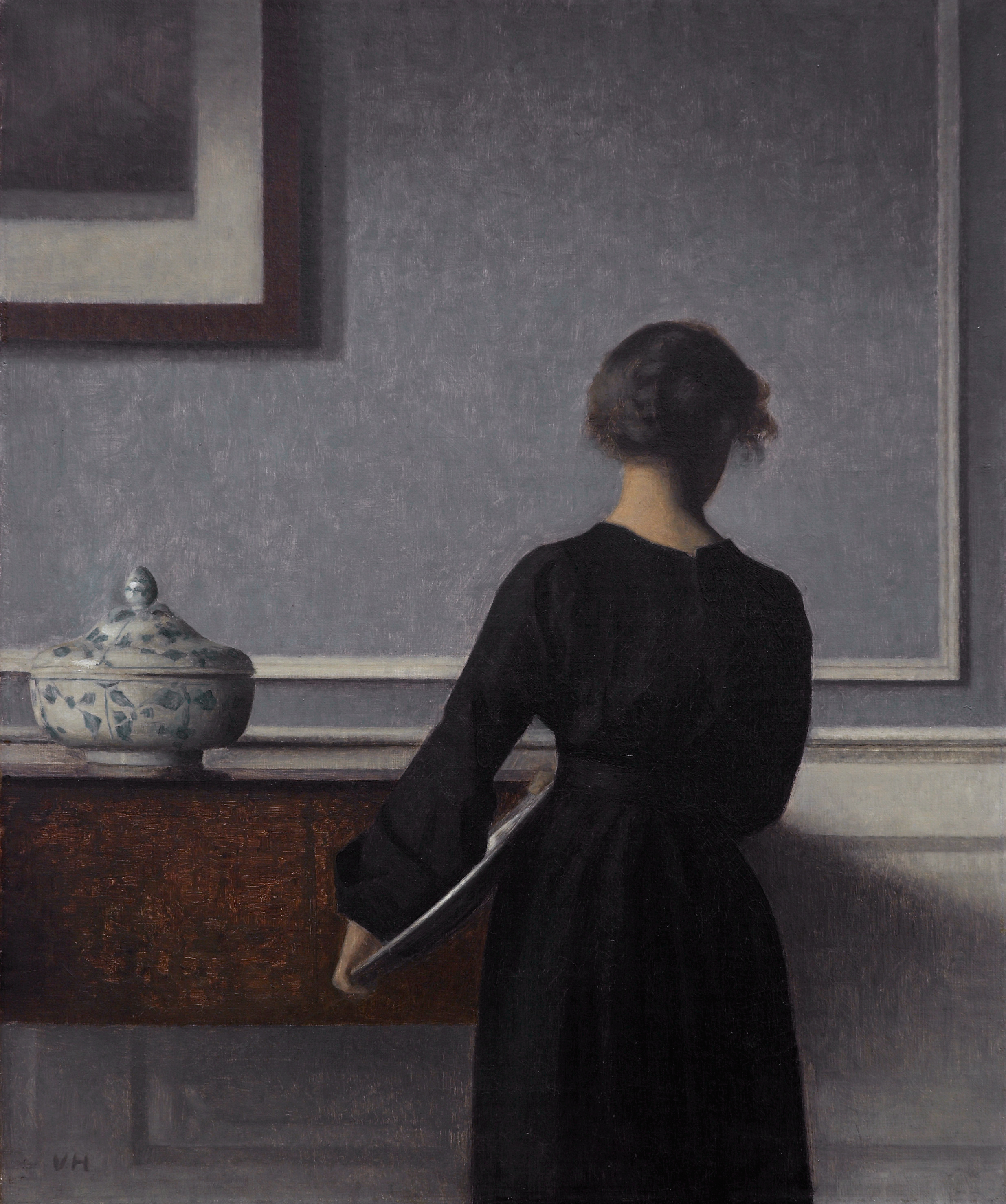
1903-1904
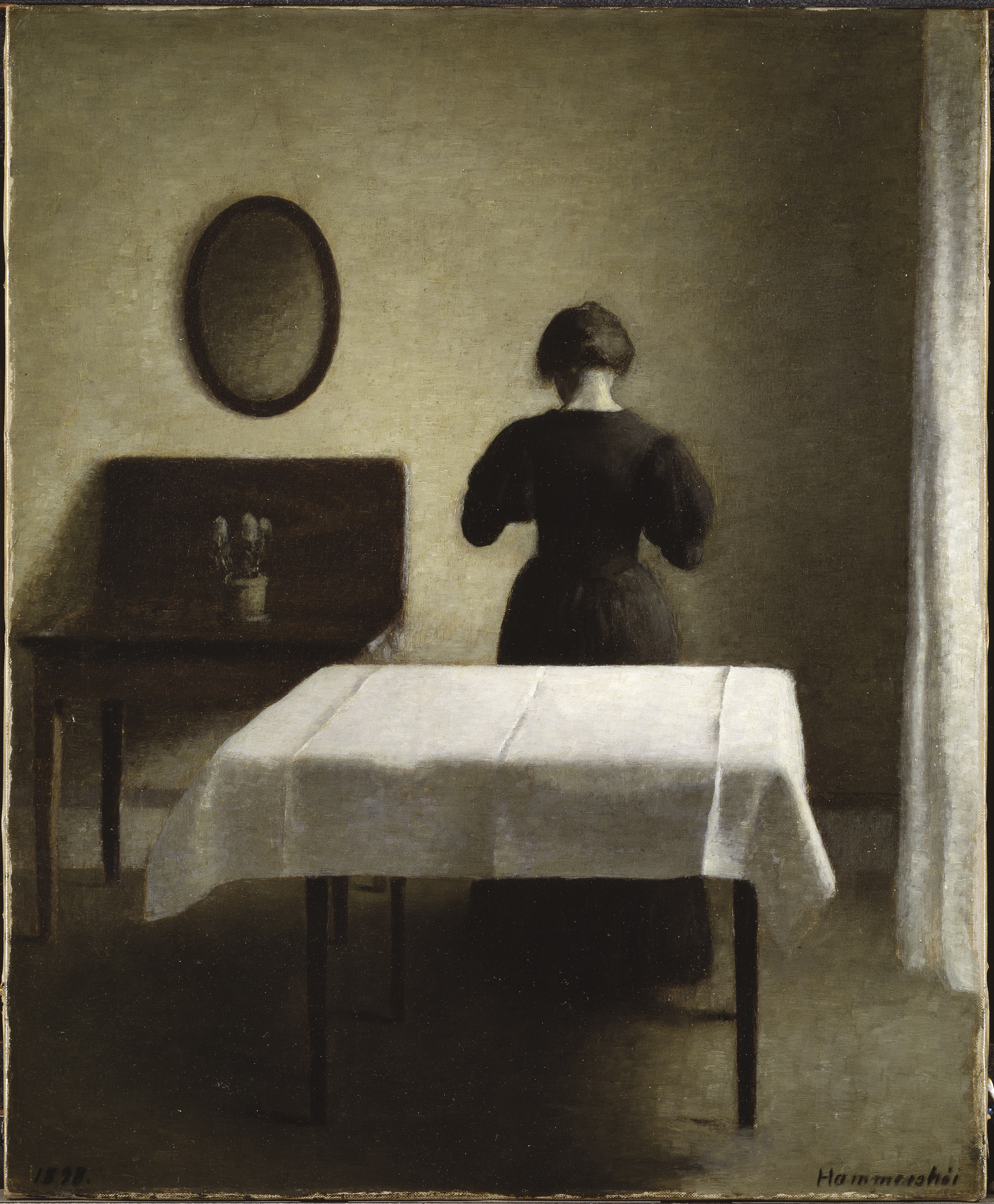
1898
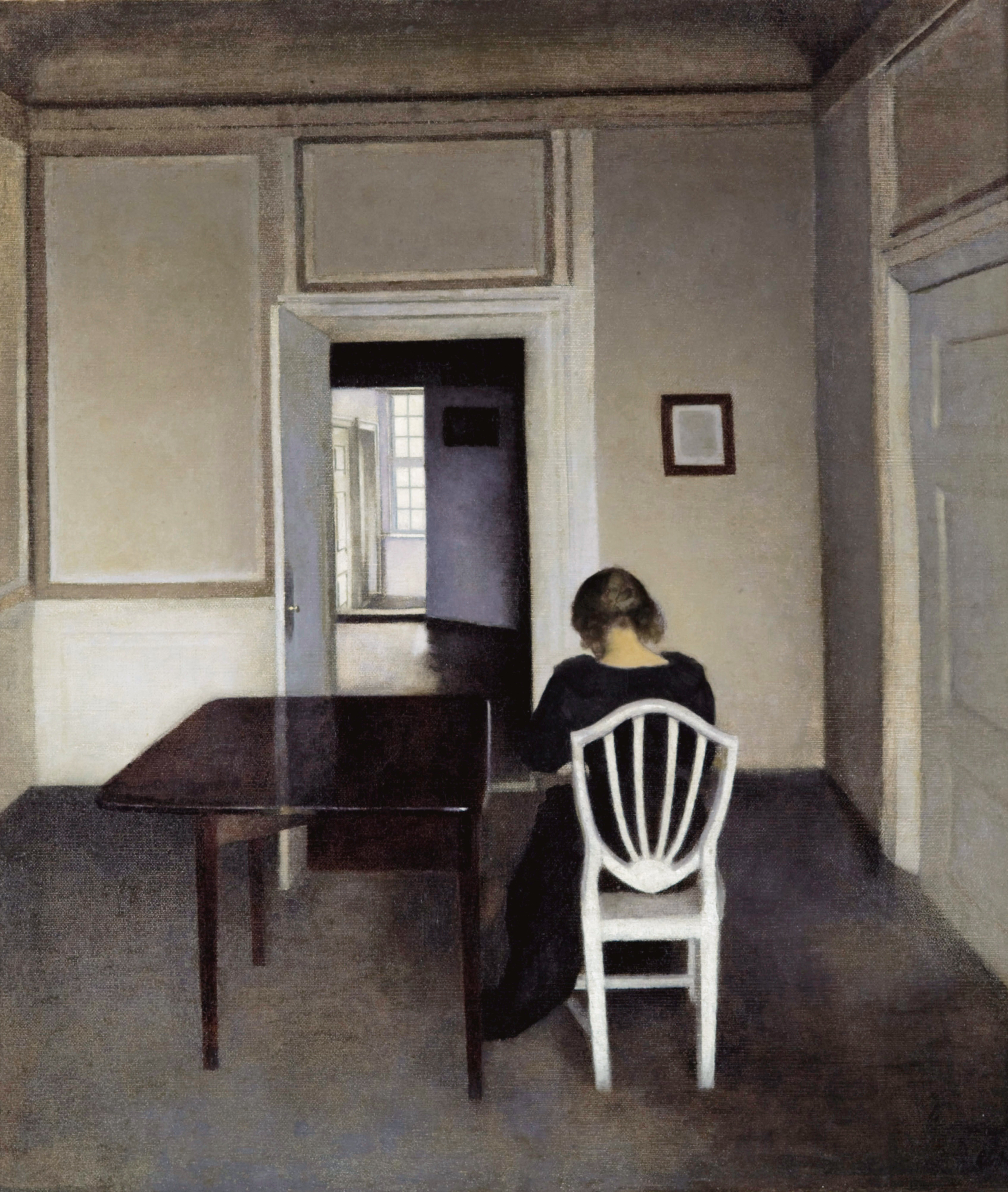
1900
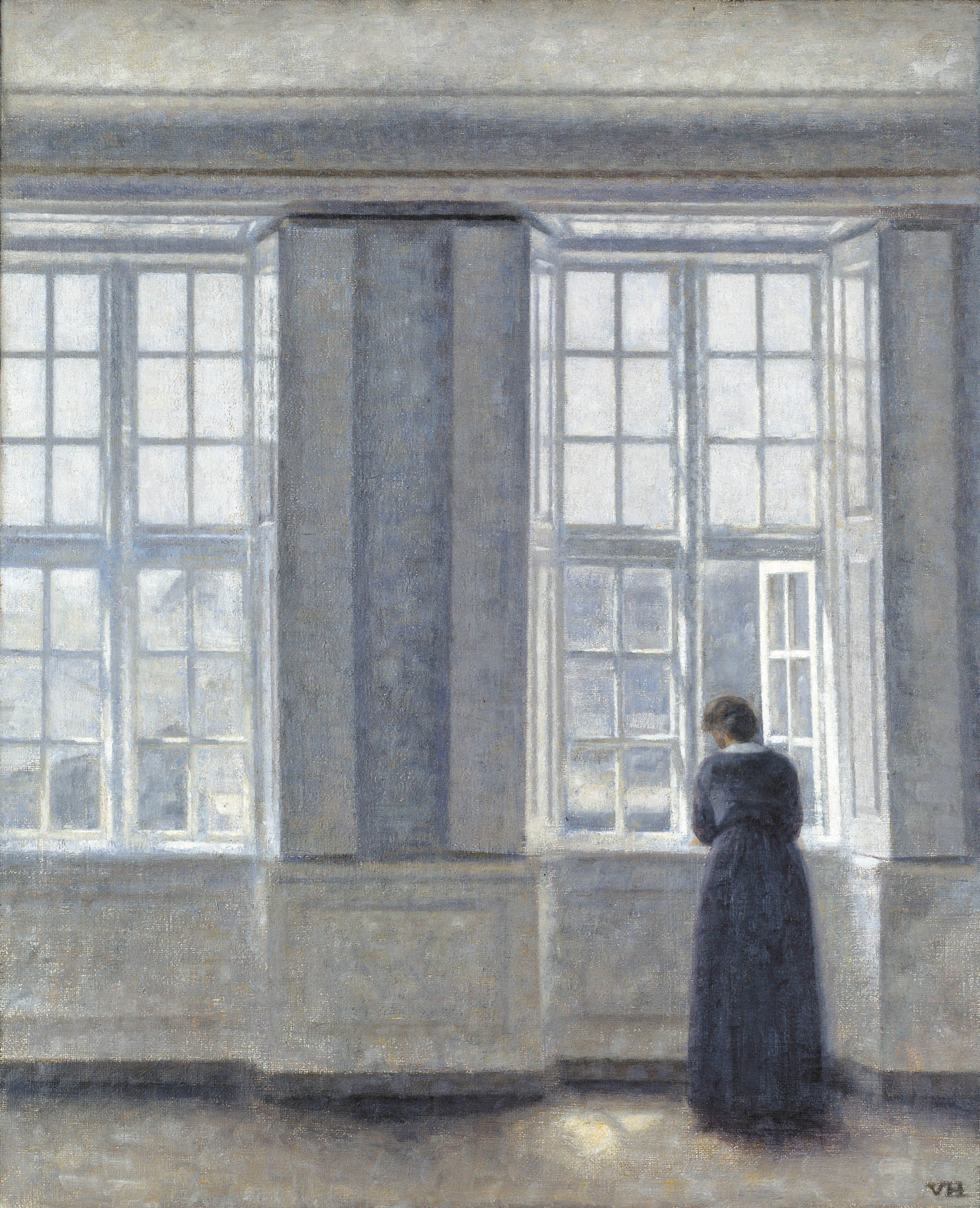
1913